# Зігмарінгенський замок

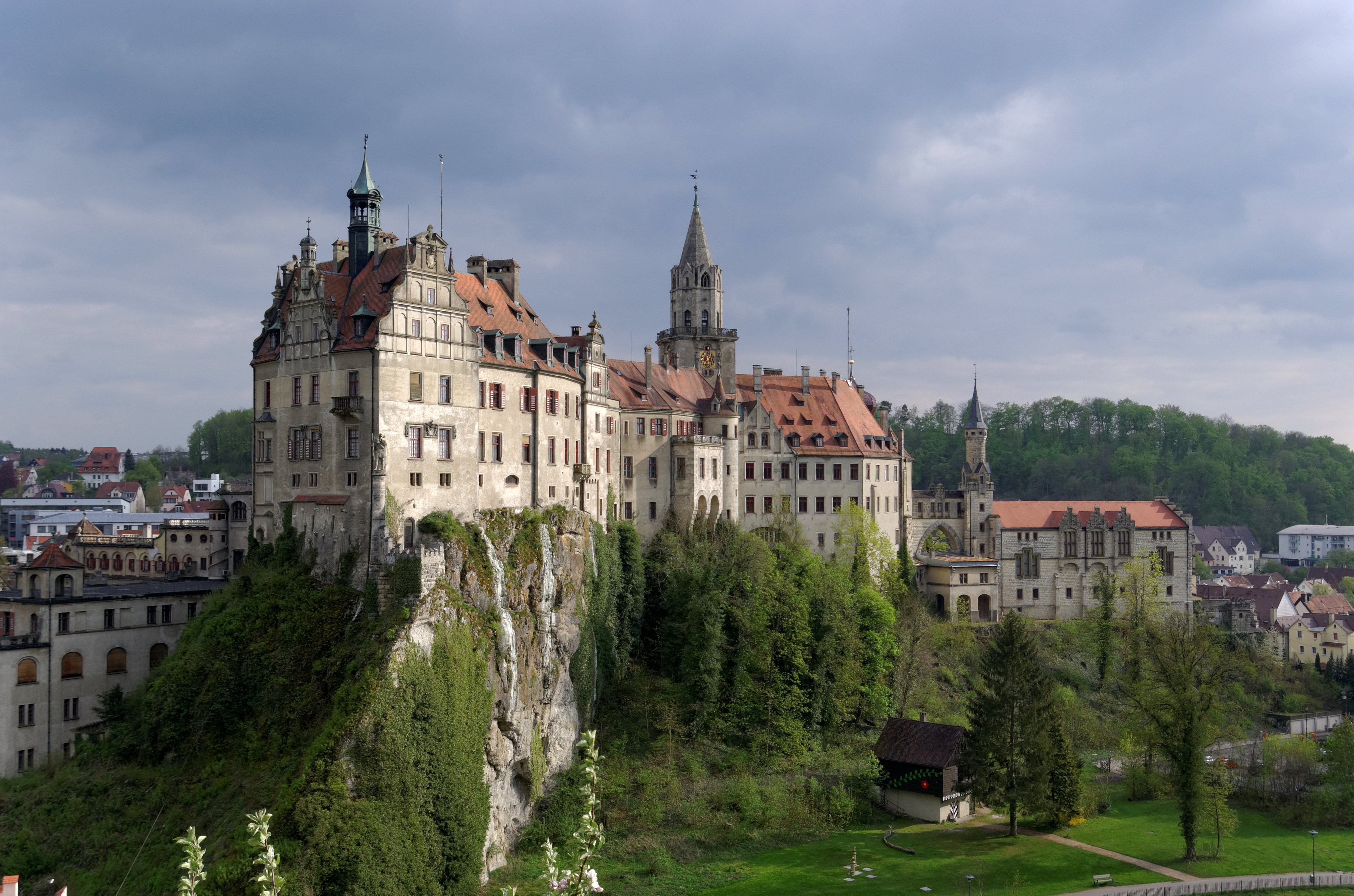
Краєвид замку з півночі

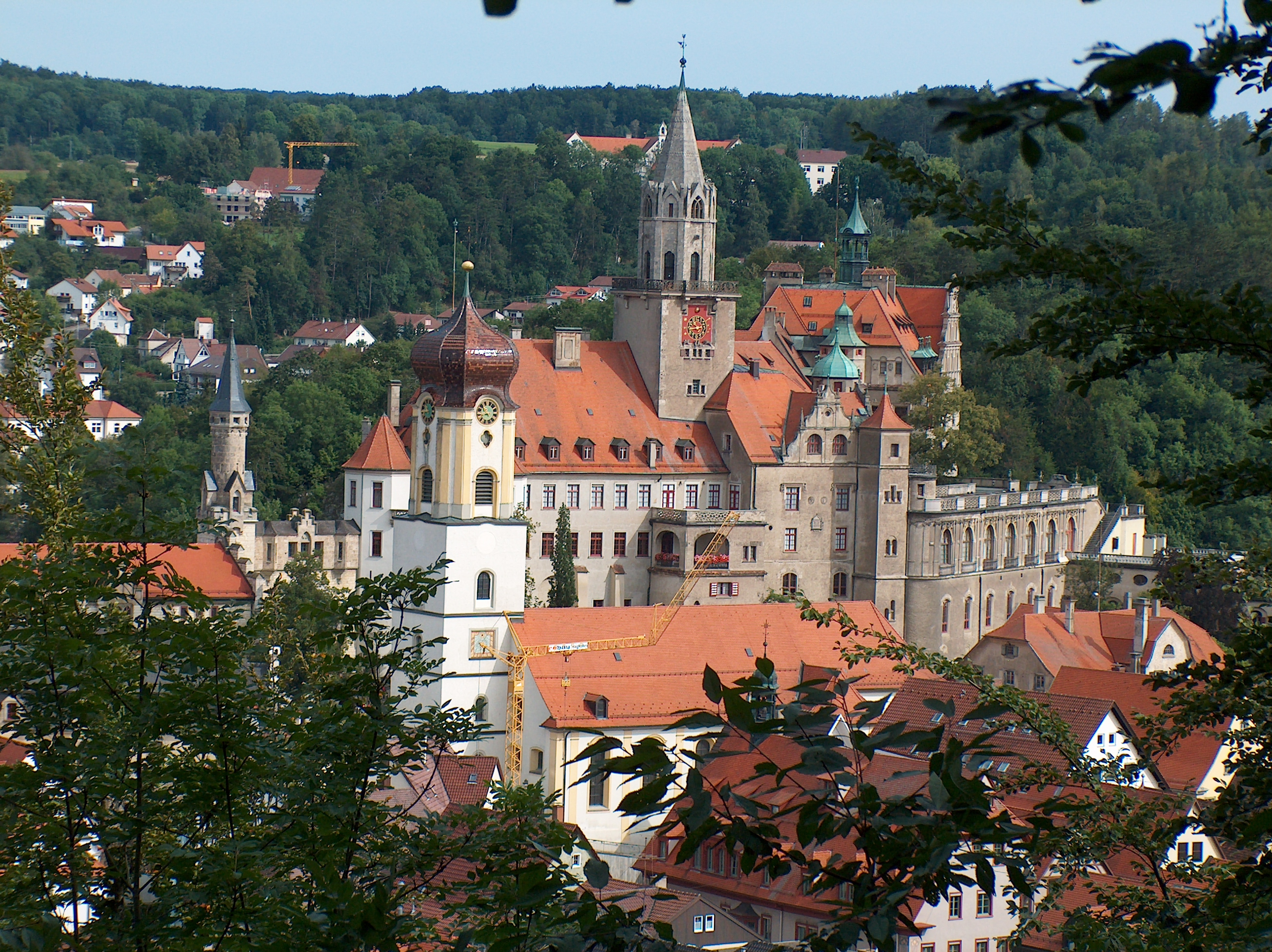
Краєвид замку з півдня

48°05′16″ пн. ш. 9°13′01″ сх. д. / 48.087777777778° пн. ш. 9.2169444444444° сх. д.
Зігмарінгенський замок — замок у Зігмарінгені, в Баден-Вюртемберзі, колишня резиденція династії Гогенцоллернів-Зігмарінгенів. Замок розташований на півдні Швабський Альб, на висоті 605 м над рівнем моря.
У замку розміщується зібрання зброї (від Середньовіччя — до наших днів), у залах і салонах виставлені меблі, картини, порцеляна.
Зали в замку: Португальська галерея, Зал Хуберта, Зал предків, Покої Жозефіни, Зелений салон, Французький салон (трапезна), Червоний салон та інші.

## Історія
Перша фортеця на високій скелі біля витоку Дунаю була побудована в XI ст.
У 1893 році в замку сталася великий пожежа. Під час відновлення замок був частково перебудований і в замок провели каналізацію.
Під час Другої світової війни замок виявився в центрі історичних подій. Свідчення про це залишив відомий французький письменник Луї-Фердинанд Селін (1894—1961) у своєму романі «Із замку в замок» (1957). Восени 1944 німецький уряд зібрав у замку й селі Зігмарінген більшість французьких політичних діячів, які входили в кістяк колабораційного уряду Віші. Маршал Анрі-Філіп Петен, прем'єр-міністр П'єр Лаваль, міністр промисловості Жан Бішлонн, міністр національної освіти Абель Боннар, міністр юстиції Моріс Габольд, міністр друку Поль Маріон були привезені до замку насильно, Фернан де Брінон, Жозеф Дарнан, Жак Доріо, Марсель Деа — як члени профашистської «Урядової делегації на захист національних інтересів».

## Галерея

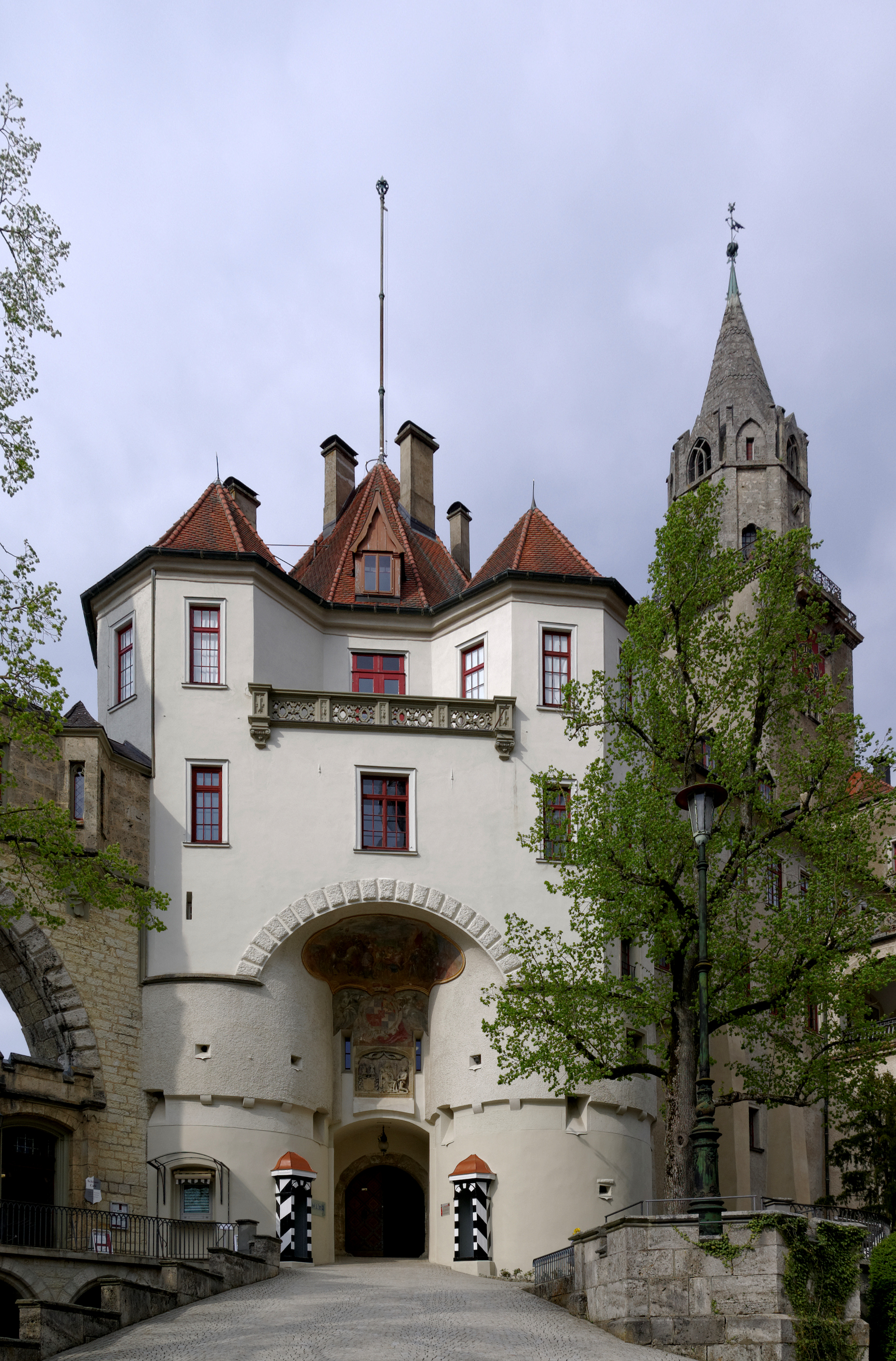
Головна брама
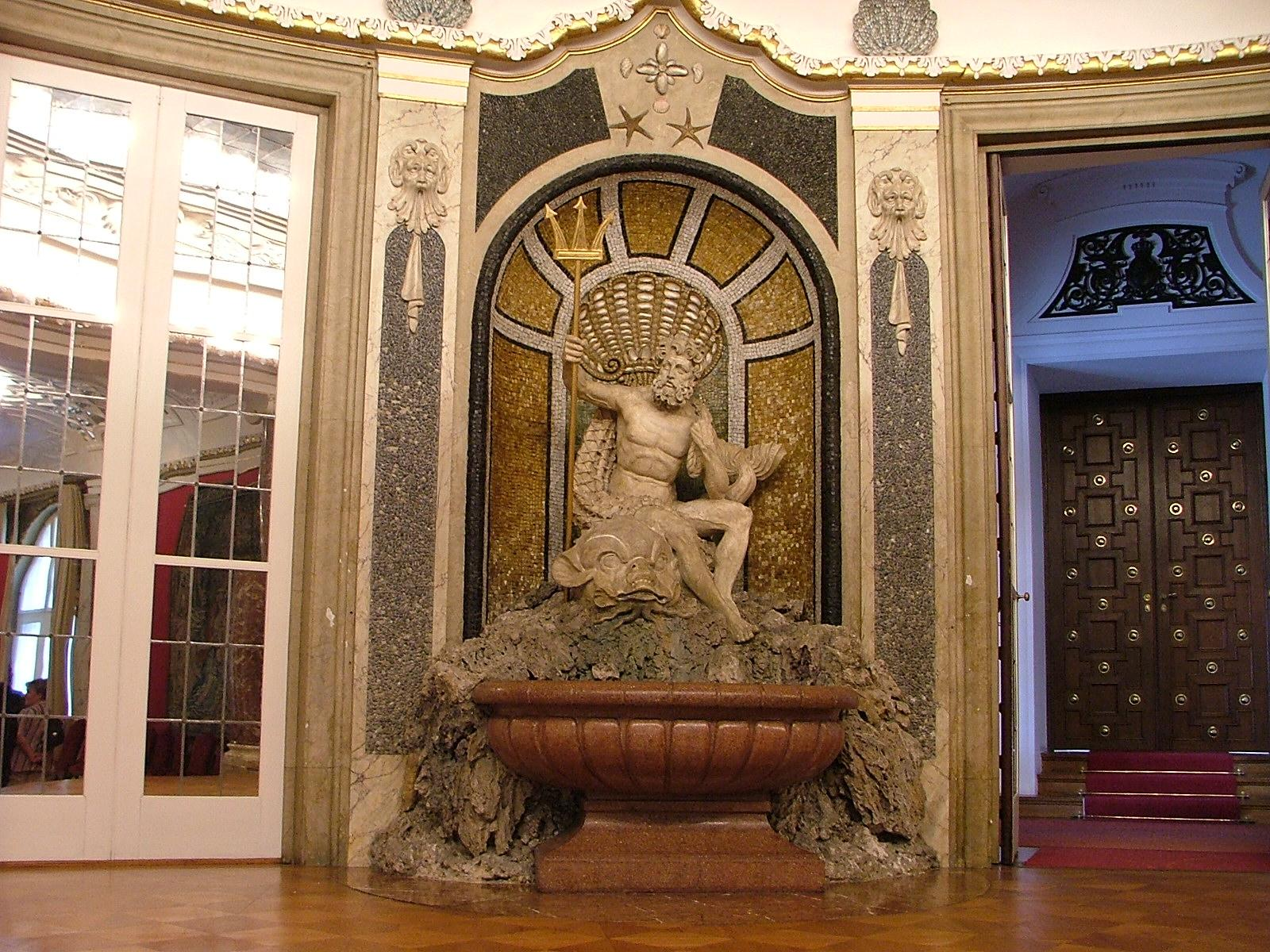
Португальська галерея
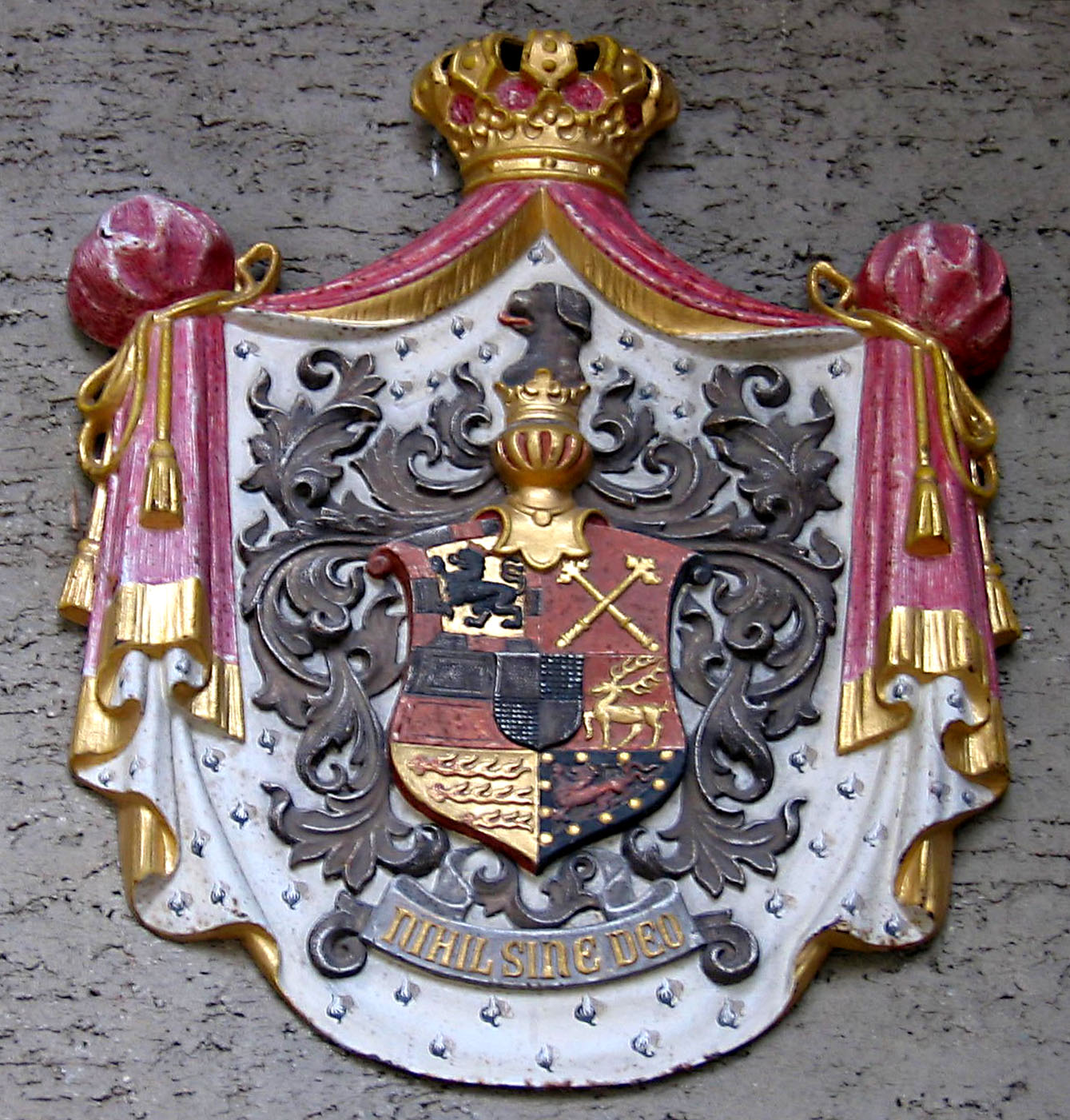